# Croton robustus
Croton robustus är en törelväxtart som beskrevs av Wilhelm Sulpiz Kurz. Croton robustus ingår i släktet Croton och familjen törelväxter. Inga underarter finns listade i Catalogue of Life.